# Citaváro
Para la especie de plantas llamada «Citabaro», véase «Vallesia glabra».
Citaváro o también pronunciado Citávaro, es una hacienda del municipio de Huatabampo ubicada en el sur del estado mexicano de Sonora, en la zona del valle del río Mayo, en la ribera del río. Según los datos del Censo de Población y Vivienda realizado en 2010 por el Instituto Nacional de Estadística y Geografía (INEGI), Citaváro tiene un total de 750 habitantes.

## Geografía
Citaváro se sitúa en las coordenadas geográficas 26°52′39″ de latitud norte y 109°42′31″ de longitud oeste del meridiano de Greenwich, a una elevación de 12 metros sobre el nivel del mar.